# WordPress.com
WordPress.com (WordPress) ist ein Onlinedienst, der ein kostenloses Hosting für Blogger anbietet. Der Dienst läuft mit der gleichnamigen CMS-Software WordPress der WordPress Foundation.
Sie wird vom Unternehmen Automattic betrieben. Präsident war Matt Mullenweg, seit 2018 ist es Kinsey Wilson. Geschäftsführer ist Toni Schneider. Chefsyndikus ist Paul Sieminski.
Die Plattform wurde testweise im August 2005 gestartet und im November 2005 für die Öffentlichkeit freigegeben.
Mit Stand vom Februar 2018 wies Wordpress.com monatlich 409 Millionen Leser mit 23,1 Milliarden Seitenzugriffen, monatlich 87,2 Millionen neuer Seiten und 48,5 Millionen Kommentare auf.
Wordpress.com hatte im Februar 2018 laut Alexa einen globalen Rank von 53 und einen US-Rank von 50.
Vorgehalten werden für die Webseiten insgesamt 350 Themes, um die Erstellung eigener Präsentationen zu erleichtern. Werbefreie Präsentationen sind ab 4 € monatlich möglich.

## Kritik
Der Rechtsanwalt Peter Kehl, Halle (Saale), kritisierte 2016 den Betreiber wegen seines Umgangs mit Fällen von Verleumdung und Beleidigung: „Automattic Inc. weigert sich regelmäßig deutsche Urteile auf Löschung zu akzeptieren. Bei Verletzung des Persönlichkeitsrechts besteht zudem derzeit kaum eine Möglichkeit, die Urteile in den USA anerkennen zu lassen.“
Im Februar 2017 erzielte Kehl einen Teilerfolg. Das Landgericht in Halle verhängte ein Ordnungsgeld gegen Mullenweg und Schneider in Höhe von 10.000 Euro, da sich die Geschäftsführung geweigert hatte, umstrittene Vorwürfe über ein Unternehmen zu löschen. Der Beschluss der 4. Zivilkammer des Landgerichtes sieht ersatzweise Ordnungshaft von zehn Tagen vor.
Im März 2018 wurden mehrere hundert Internetseiten, die in Verbindung mit Terrororganisationen wie Islamischer Staat oder al-Qaida standen, von Europol auf Wordpress.com und Videopress.com ausfindig gemacht. Diese Seitenbetreiber wurden von Europol dazu angehalten, diese Seiten zu löschen.